# Офелія (картина Вотергауса)
«Офелія» (англ. Ophelia — картина британського художника-прерафаеліта Джона Вільяма Вотергауса, написана в 1894 році.

## Сюжет
На картині зображено персонаж з драми Вільяма Шекспіра «Гамлет». Юна данська аристократка Офелія була коханою принца Гамлета. Дізнавшись, що він убив її батька Полонія і покинув її, дівчина збожеволіла і наклала на себе руки. Офелія потонула. Багато художників малювали Офелію Шекспіра. За словами Пітера Тріпп, вікторіанські художники використовували її як символ «жіночої крихкості і втрачених можливостей». Багато художників зображували сцени смерті Офелії. Вотергаус намалював три версії Офелії, кожна з яких зображує її на різних етапах напередодні смерті .

## Опис
На картині зображена красуня Офелія, кохана принца Гамлета зі знаменитої трагедії Вільяма Шекспіра. Ця картина вважається найразючішою з усіх зображень Офелії художника. Руде волосся характерне для робіт художника, а також одяг, яке щільно облягає тіло дівчини. Офелія сидить на колоді біля ставка. Її розкішна сукня з вишуканими деталями контрастує з природним оточенням. Вродлива дівчина відпочиває на самоті в лісі, за нею видніється невеликий ставок з ліліями, які підсилюють невинність.
На подолі сукні розташовані ті ж елементи, що і на інших деталях її вбрання, але з додатковим мотивом лева. Це могутня істота має різні символічні значення. Такі деталі у творчості Вотергаус зазвичай використовує з урахуванням причини, будь то міфологічний сюжет або класична англійська поема. Єдиний реальний момент його візуального вираження вигаданих сюжетів — це фон його робіт, у вигляді безлічі місцевих дерев і чагарників, часто з квітковими полями, які відповідали, за його світоглядом, вигляду класичної невинності та краси. Офелія дивиться в темну воду ставка, даючи глядачеві можливість побачити в профіль своє несподівано серйозне обличчя, що, здається, не зовсім точно описує жінку, яка вирішила накласти на себе руки.
На колінах Офелії лежать зібрані квіти, які продовжують тему невинності і молодості. Необхідно відзначити, що Вотергаус зобразив Офелію інакше, ніж інший прерафаеліт Джон Еверетт Мілле на своїй всесвітньо відомій картині 1851 року, де краса Офелії супроводжується набагато сумнішою і трагічною постановкою.

## Версія 1889 року

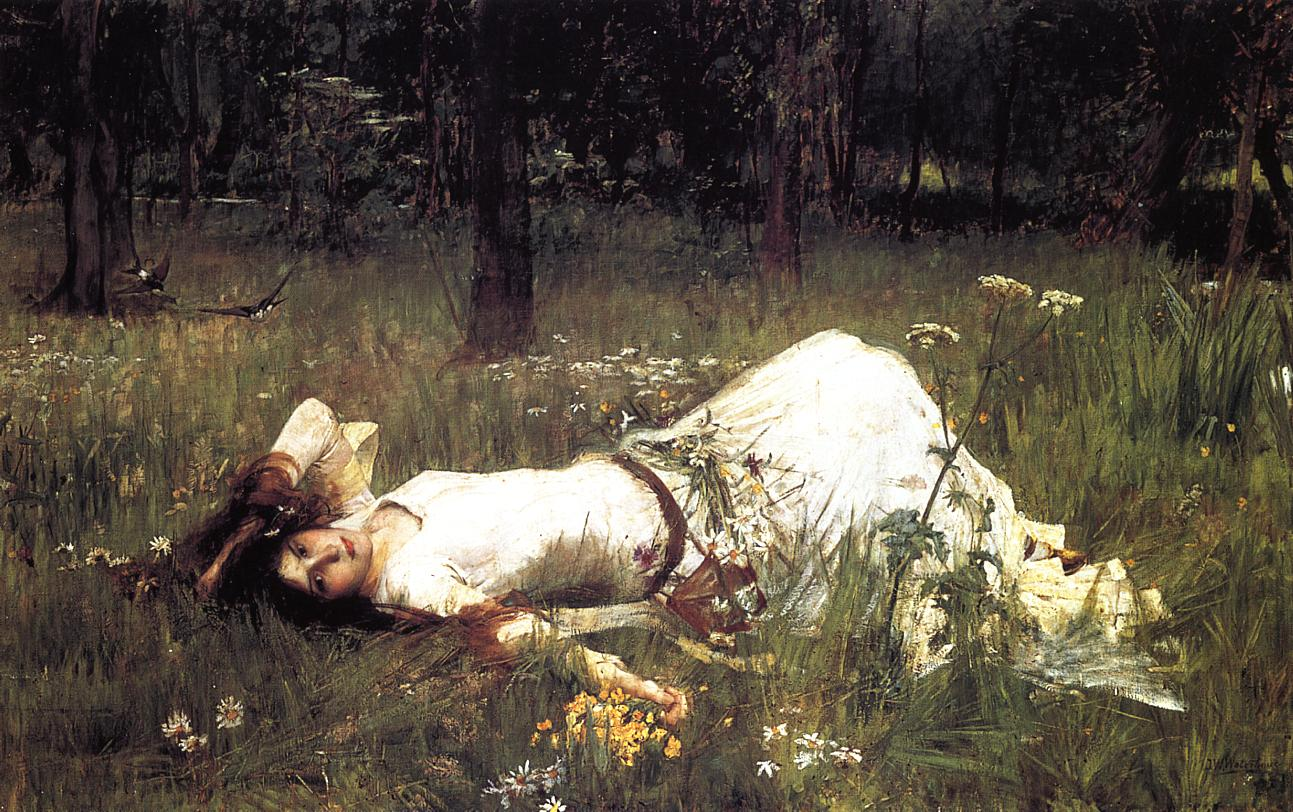
«Офелія» Вотергауса (1889).

Перша «Офелія» Вотергауса, написана в 1889 році, зображує молоду жінку, яка лежала в поле з розпатланим волоссям і скуйовдженим сукнею. Художник майстерно вписав Офелію в пейзаж з квітами у волоссі, на сукні і в руках молодої жінки. Нахил її голови і нейтральний погляд не дозволяють визначити її думки. Версія Вотергауса 1894 року поміщає Офелію на колоду, що виходить в ставок з ліліями в останні моменти перед її смертю. Її розкішна сукня сильно контрастує з її природним оточенням, але Вотергаус знову помістив квіти їй на коліна і в волосся, прив'язавши їх до природного оточення. Офелія дивиться в темну воду, даючи глядачеві можливість побачити в профіль своє дивно серйозне обличчя. Погляд не зовсім точно описує жінку, яка вирішила накласти на себе руки.

## Версія 1910 року

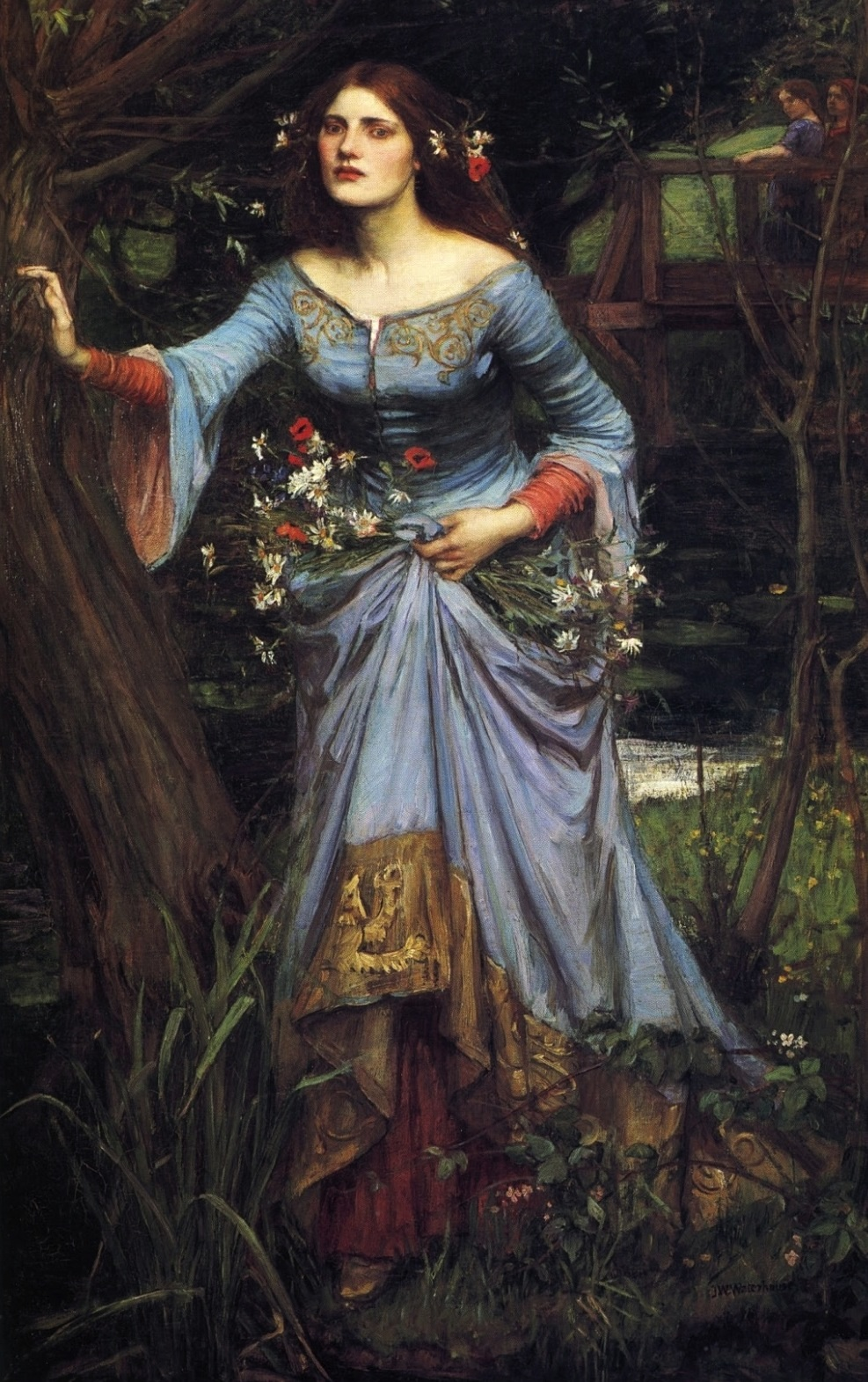
«Офелія» Вотергауса (1910).

Третя й остання Офелія Вотергауса була написана в 1910 році та, безумовно, є найдраматичнішою. Як і на попередніх картинах художника, Офелія з довгим червонувато-каштановим волоссям прикрашена квітами. Однак тут Вотергаус зобразив більш зрілу і жіночну Офелію. Картина показує молоду жінку в синьо-малиновій сукні, яка займає більшу частину малярського простору і дивиться на глядача. Її проникливий погляд і почервонілі щоки ефектно висловлюють її стан відчаю. Офелія спирається рукою об дерево, щоб врівноважити себе, перш ніж кинутися у воду. Дві фігури на задньому плані дивляться на неї, не підозрюючи, що Офелія прагне смерті.
Три полотна Офелії художника є зображенням послідовних моментів, які призвели до її загибелі. На першому вона молода, лежить в полі, а струмок далеко позаду неї. На другому зображена Офелія трохи старша, вона сидить ближче до води, але все ще відсторонена від своєї майбутньої долі. Остання картина Офелії зображує її як зрілу жінку, що стоїть перед трагічним вибором.